# MHC Bommelerwaard
MHC Bommelerwaard is een Nederlandse hockeyclub uit de Gelderse plaats Zaltbommel.
De club werd opgericht op 4 oktober 1977 en speelt vanaf seizoen 2016/2017 op een volledig nieuw complex aan de van Heemstraweg-West 29 in Zaltbommel vlak naast de A2 ter hoogte van de afrit Zaltbommel.
Het eerste heren- en damesteam komen beide uit in de derde klasse van de KNHB. Het biedt voor senioren daarnaast nog een dreamteam, twee veteranenherenelftallen, een damesveteranenelftal en daarnaast nog een heren2 en dames2. Bovendien hebben ze een trim-hockey team dat uitkomt in de Amicalis-competitie, een officieuze competitie olv HC Den Bosch, waarin onder andere ook MHC Drunen uitkomt.
MHC Bommelerwaard heeft een beruchte supportersvereniging genaamd SVMHCB. In de wijde omtrek staan zij bekend als zeer fanatiek en onverschrokken. Met de SVMHCB langs het veld is de sfeer dan ook altijd fantastisch.